# あかがねミュージアム

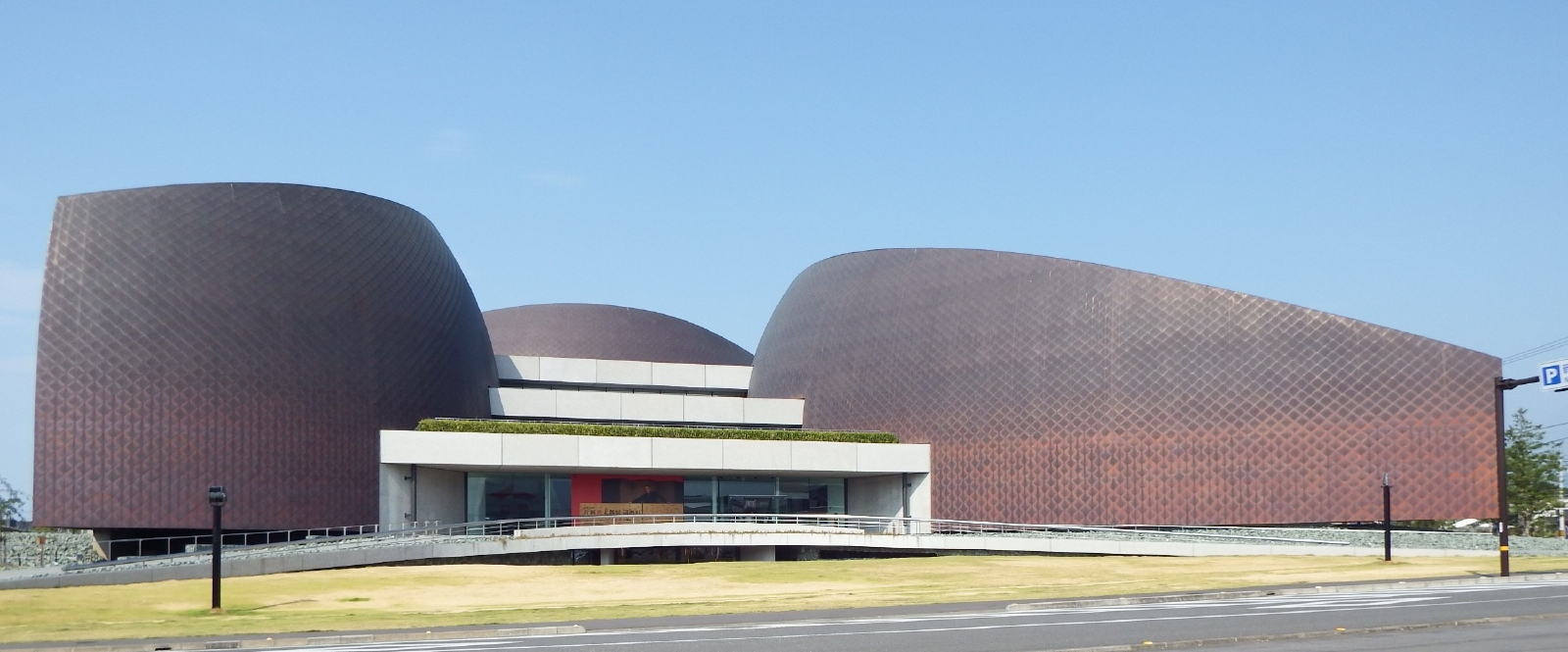
正面より

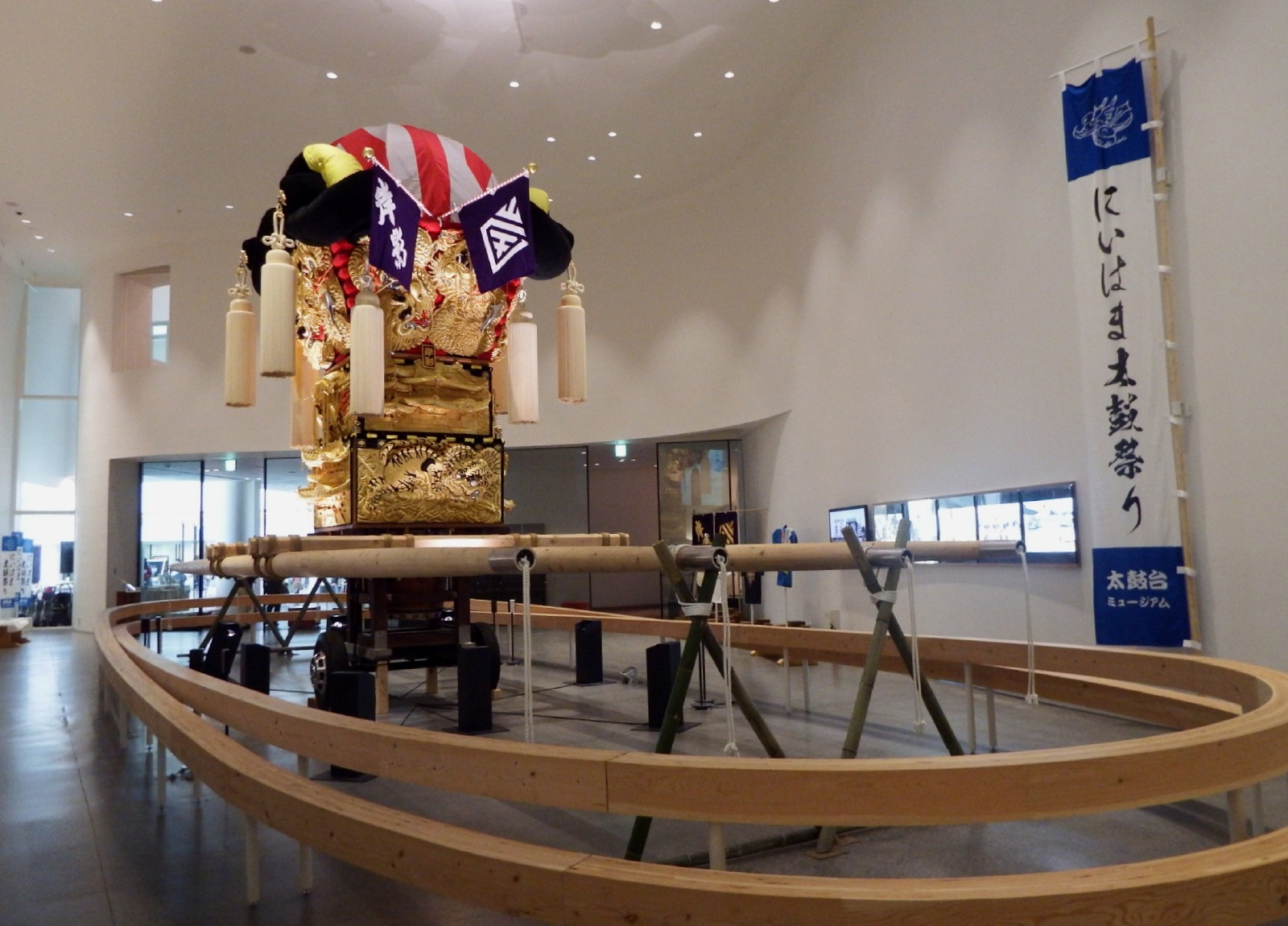
太鼓台ミュージアム

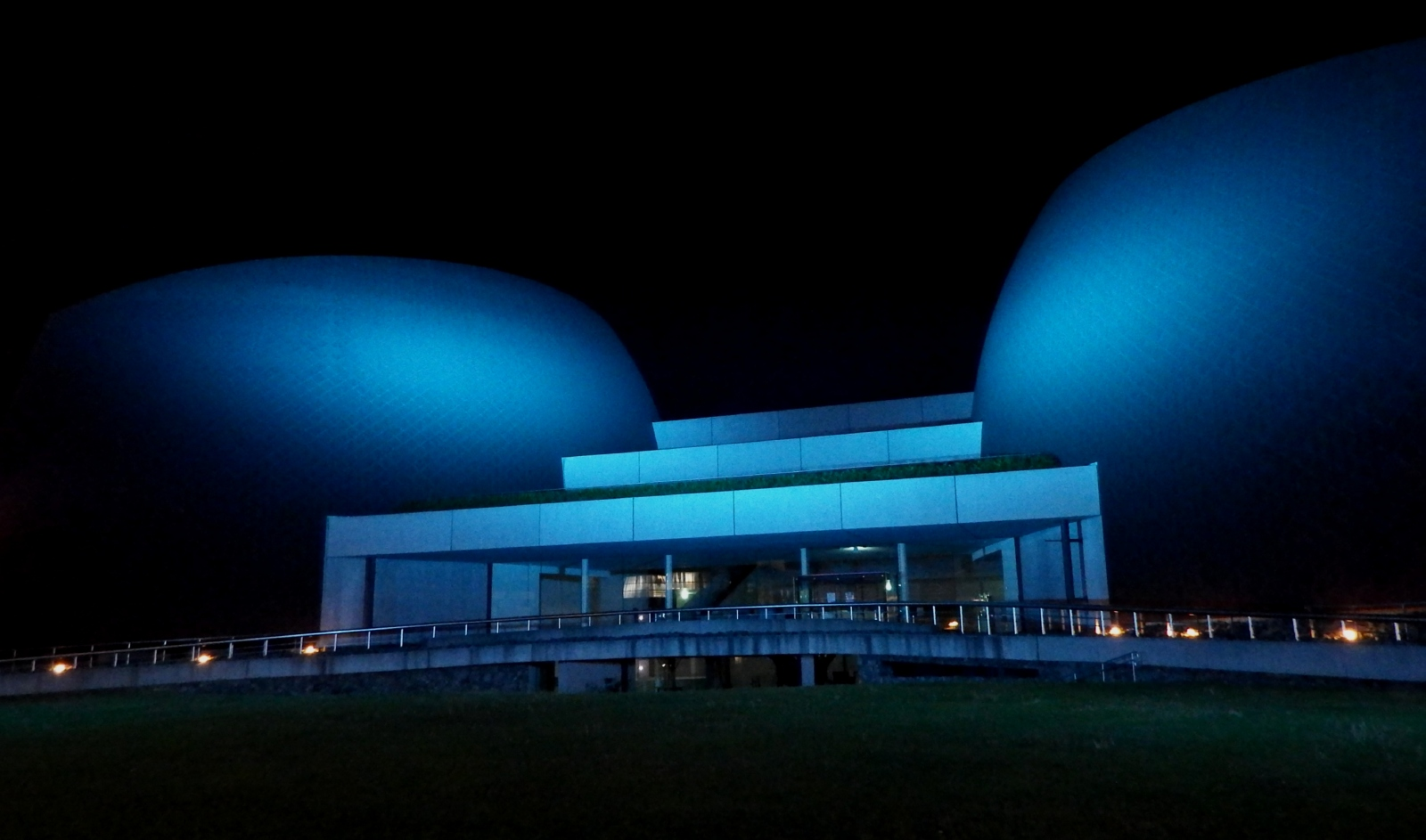
ブルーにライトアップされた当館

あかがねミュージアムは、愛媛県新居浜市坂井町にある総合文化施設。ハートネットワークなどで構成される「新居浜市美術館及び新居浜市総合文化施設運営グループ」が指定管理者として管理運営を行っている。

## 概要
JR新居浜駅前の土地区画整理事業の中核施設として建設され、2015年7月18日に開館した。名称の「あかがね」とは銅のことで、かつて別子銅山から大量に銅が産出され、市の発展の原点ともなっていることから、建物の外壁に銅板を使用、カーブに合わせ貼り付けられている。また全体の風景は、新居浜の森も表している。
地下1階、地上3階建ての建物で施設内には多目的ホールや美術館、創作スペースなどが設置されている。美術館は2016年3月31日に閉館した新居浜市立郷土美術館の機能や展示を引き継いでいる。太鼓台ミュージアムには、現役の各地区の太鼓台が二ヶ月毎に展示されていく。太鼓台の入れ替えの際は、それぞれの「かき夫」が集まりかき上げが行われる。
2025年4月1日に元京都国立近代美術館副館長の松原龍一氏が美術館長に就任した。

## 館内施設

### B1階
- あかがね座（多目的ホール）
- スタジオ1
- 地下駐車場

### GL
- 屋内ステージ
- 屋外ステージ
- Cuカフェ

### 1階
- 総合案内
- 太鼓台ミュージアム
- にいはまギャラリー
- シアター
- アート工房･展示スペース
- アート工房･創作スペース
- スタジオ2
- 昔の太鼓台展示

### 2階
- 新居浜市美術館
  - 展示室
  - 市民ギャラリー

## アクセス・利用について
- JR予讃線新居浜駅より徒歩1分。
- 松山自動車道新居浜インターチェンジより車で約15分。
- 休館日：毎週月曜日（月曜日が祝日の場合は、その翌日以降の休日でない日）および年末年始（12月29日から1月3日）
- 開館時間：
  - 美術館・にいはまギャラリー・太鼓台ミュージアム　9時半から17時（美術館は企画により変更の場合あり）
  - アート工房・創作スペース・アート工房・スタジオ２　9時半から21時
  - ホール・スタジオ１　9時半から22時
- 観覧料金
  - にいはまギャラリー・太鼓台ミュージアムは無料。
  - 美術館の企画展の場合はその都度料金は設定される。それ以外は無料。　問い合わせ必要。 あかがねミュージアム
- 駐車場あり。3時間無料券配布、利用内容により駐車料金に変更あり。